# HD53116
HD53116 — хімічно пекулярна зоря спектрального класу A0, що має видиму зоряну величину в смузі V приблизно  8,9.
Вона  розташована на відстані близько 6939,5 світлових років від Сонця.
Дана зоря віддаляються від Землі зі швидкістю близько 40 км/сек.

## Фізичні характеристики
Телескоп Гіппаркос зареєстрував фотометричну змінність  даної зорі з періодом   11,98 доби в межах від  Hmin= 8,92 до  Hmax= 8,85.

## Пекулярний хімічний вміст
Зоряна атмосфера HD53116 має підвищений вміст Eu.